# Żuraw kanadyjski
Żuraw kanadyjski (Antigone canadensis) – gatunek dużego ptaka z rodziny żurawi (Gruidae). Występuje w Ameryce Północnej i skrajnie północno-wschodniej Azji. Nie jest zagrożony wyginięciem.

## Charakterystyka
Wygląd zewnętrznyObie płci ubarwione podobnie. Upierzenie szare. Na głowie czerwona czapeczka, policzki białe. Czarny dziób. Długie, ciemne nogi w locie trzymane są wyciągnięte, długa szyja zaś wyprostowana. Młode ptaki nie mają czerwonej czapeczki na głowie, upierzenie wierzchu ciała jest brązowawe, a spodu – szare.
Rozmiarydługość ciała ok. 89–122 cm
rozpiętość skrzydeł ok. 175–195 cm
Masa ciałaok. 3–5 kg
GłosDonośny, zgrzytliwy, trąbiący.
ZachowanieTowarzyski. Na przelotach i na zimowiskach może się gromadzić w wielkie, hałaśliwe stada, liczące tysiące osobników.
Długość życiaNa wolności dożywa do 25 lat, w niewoli nawet do 55 lat.

## Zasięg występowania
Żuraw kanadyjski zamieszkuje północną część Ameryki Północnej (Kanadę, Alaskę i północ USA) oraz północno-wschodnią Syberię. Większość populacji wędrowna, zimuje na południu USA aż po środkowy Meksyk. Na Florydzie, w Missisipi i na Kubie tworzy niewielkie, osiadłe populacje.
W Polsce stwierdzony raz, w maju 2025 roku, w Rezerwacie przyrody Beka nad Zatoką Pucką.

## Środowisko
Tundra, bagna, łąki.

## Pożywienie
Szuka pożywienia na ziemi i brodząc w płytkiej wodzie. Zjada części roślin, owady, skąposzczety, żaby i małe ssaki.

## Lęgi

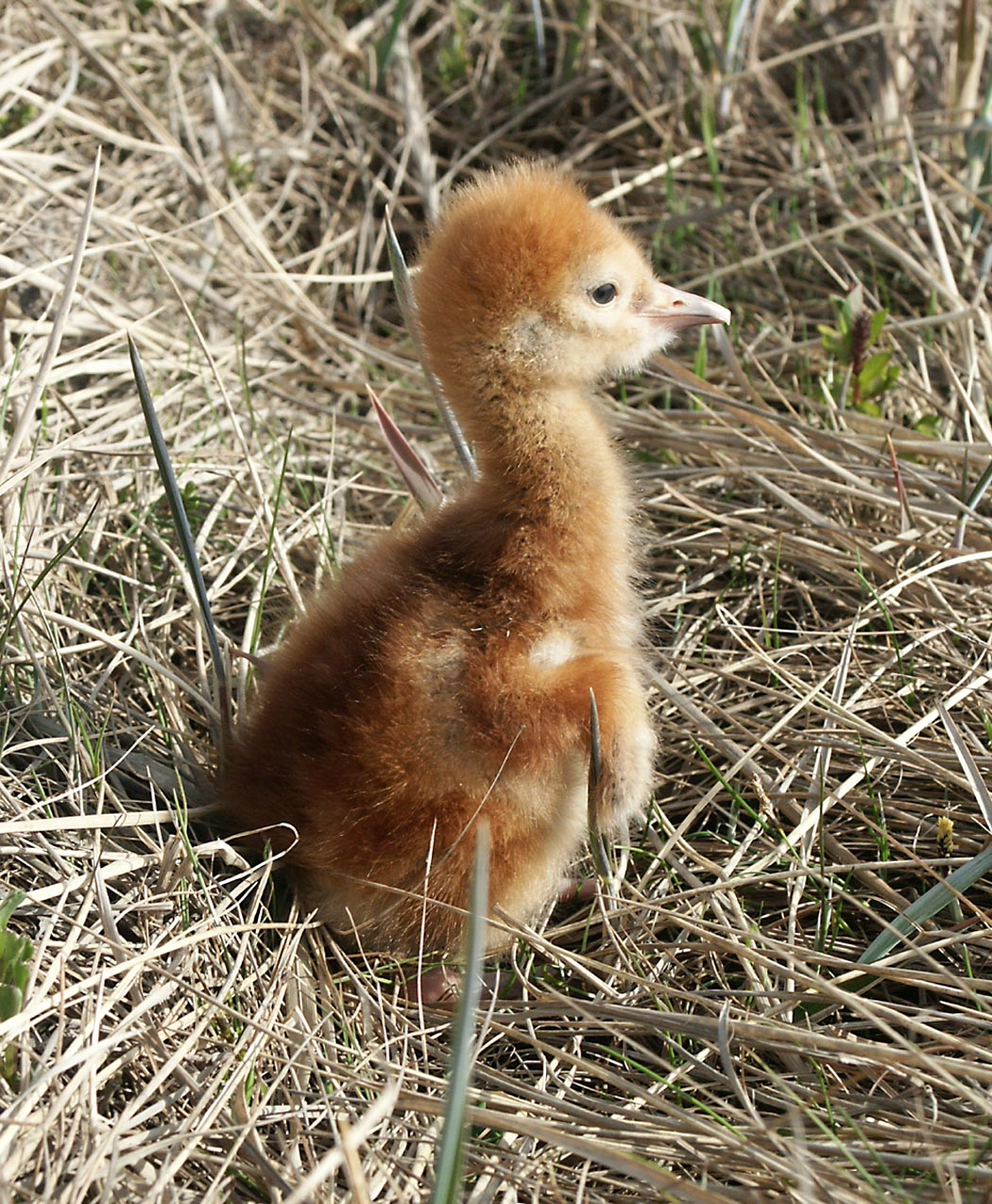
Pisklę

Żurawie kanadyjskie łączą się w pary na całe życie. Pozostają razem przez cały rok, migrując na zimowiska razem z młodymi.
GniazdoNa ziemi blisko wody lub wśród niskiej bagiennej roślinności, zbudowane z części roślin.
JajaSkłada 2 jaja.
WysiadywanieSamica wysiaduje jaja przez ok. 30 dni.
PisklętaPisklęta są karmione przez oboje rodziców. Szybko uzyskują samodzielność. Przystępują do pierwszych lęgów dopiero między 2. a 7. rokiem życia.

## Status
IUCN uznaje żurawia kanadyjskiego za gatunek najmniejszej troski (LC, Least Concern) nieprzerwanie od 1988 roku. Liczebność populacji w latach 1990. szacowano na ponad 500 tysięcy osobników; w 2020 roku organizacja Wetlands International szacowała ją na 670–830 tysięcy osobników. Globalny trend liczebności uznawany jest za wzrostowy, choć niektóre populacje mogą być stabilne.

## Podgatunki
Międzynarodowy Komitet Ornitologiczny (IOC) wyróżnia 5 podgatunków A. canadensis:
- A. c. canadensis (Linnaeus, 1758) – żuraw kanadyjski[4] – północno-wschodnia Syberia przez Alaskę i północną Kanadę do Ziemi Baffina
- A. c. tabida (J.L. Peters, 1925) – południowa Kanada, zachodnie i środkowe USA
- A. c. pratensis (F.A.A. Meyer, 1794) – żuraw preriowy[4] – Georgia i Floryda (USA)
- A. c. pulla (Aldrich, 1972) – Missisipi (USA)
- A. c. nesiotes (Bangs & Zappey, 1905) – Kuba, Isla de la Juventud.

Niektórzy systematycy wyróżniają jeszcze podgatunek A. c. rowani (Walkinshaw, 1965), zamieszkujący południową Kanadę, IOC wlicza tę populację do podgatunku tabida.